# Thann
Thann is een gemeente in het Franse departement Haut-Rhin in de regio Grand Est. De gemeente telde 7.769 inwoners op 1 januari 2022.

## Geschiedenis
Graaf Engelhart van Ferrette liet op deze plaats in 1161 een kapel bouwen met een volgens de legende miraculeus reliek van de heilige Ubald Baldassini (Thiebaut). Dit groeide tot een bedevaartsoord.
Thann was in de middeleeuwen een bezit van de graven van Ferrette. Zij zetten zich in voor de ontwikkeling van de plaats in de vallei van de Thur, eertijds een belangrijke handelsroute tussen Bazel en Lotharingen. Zij konden er tol heffen en bouwden er het kasteel Engelbourg. Ook haalde Thann inkomsten van bedevaarders en uit de wijnbouw. Ook onder de Habsburgers (vanaf 1324) bloeide de stad. De stad kreeg vrijheden en een stadsmuur en tussen 1324 en 1516 werd de collegiale Saint-Thiebautkerk gebouwd. De Reformatie kreeg geen voet aan de grond in Thann.

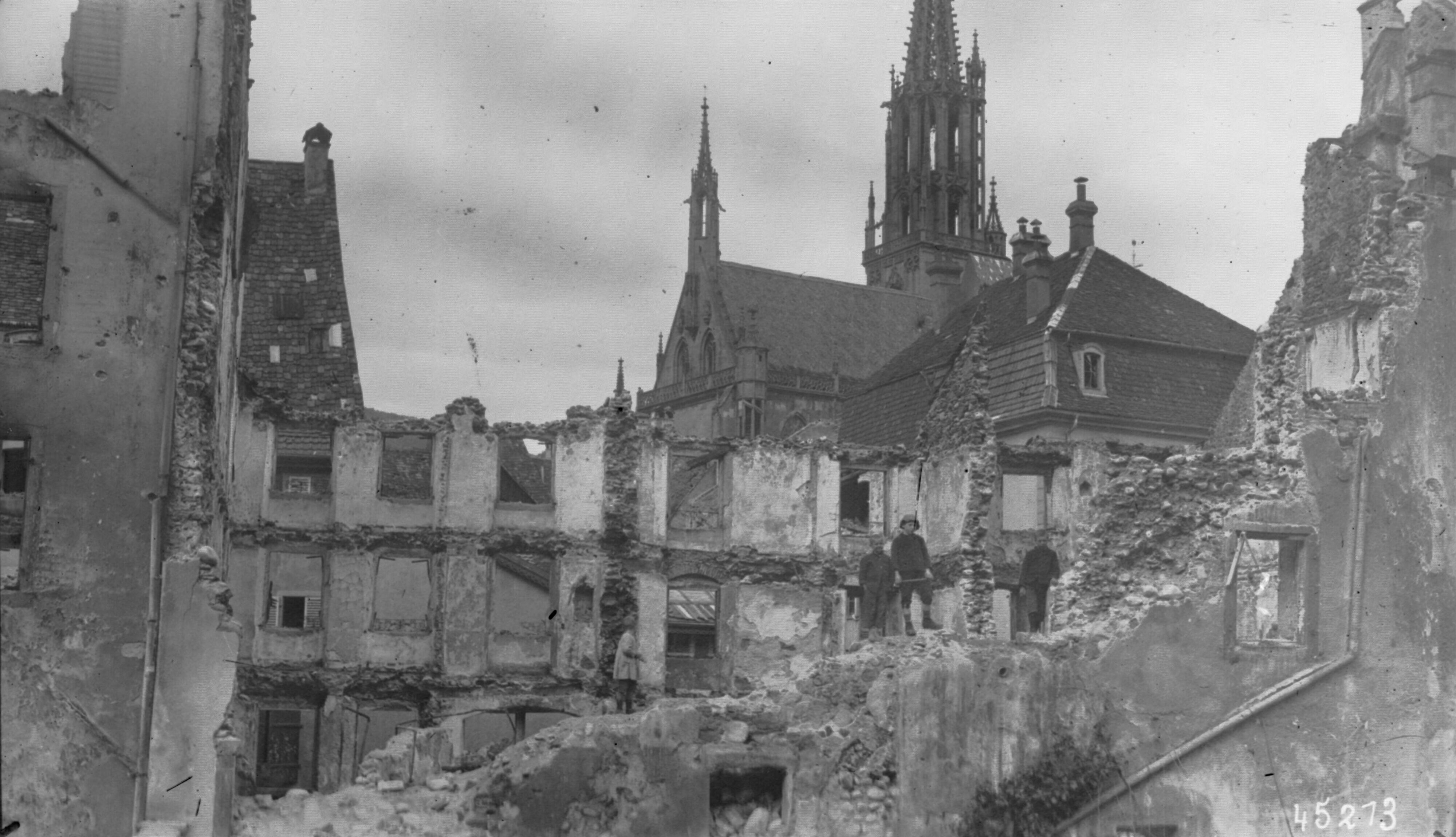
Oorlogsschade in 1915

In 1785 kwam een eerste textielfabriek in de stad, gesticht door Pierre Dollfus. En in 1808 opende Philippe-Charles Kestner een chemische fabriek, die verfstoffen voor de textielindustrie produceerde. In 1839 werd de spoorlijn van Mulhouse - Thann geopend. De textielindustrie verdween in de jaren 1960 maar in Thann bleef er ook daarna nog chemische industrie.
Vanaf 1871 werd de Elzas Duits. Op 7 augustus 1914 werd de stad veroverd door de Fransen en gedurende de rest van de Eerste Wereldoorlog bleef de stad in Franse handen. Het Franse leger legde de Route Joffre aan, tussen Thann in de vallei van de Thur en Masevaux in de vallei van de Doller.
Thann was tot 2015 de hoofdplaats van het arrondissement en kanton Thann. Op 1 januari van dat jaar fuseerde het arrondissement Thann met het arrondissement Guebwiller tot het arrondissement Thann-Guebwiller. Toen het kanton op 22 maart 2015 werd opgeheven werden de gemeenten ervan opgenomen in het kanton Cernay

## Geografie
De oppervlakte van Thann bedraagt 12,51 vierkante kilometer; Op 1 januari 2022 was de bevolkingsdichtheid 621 inwoners per km².
De Thur stroomt door de gemeente.
De onderstaande kaart toont de ligging van Thann met de belangrijkste infrastructuur en aangrenzende gemeenten.

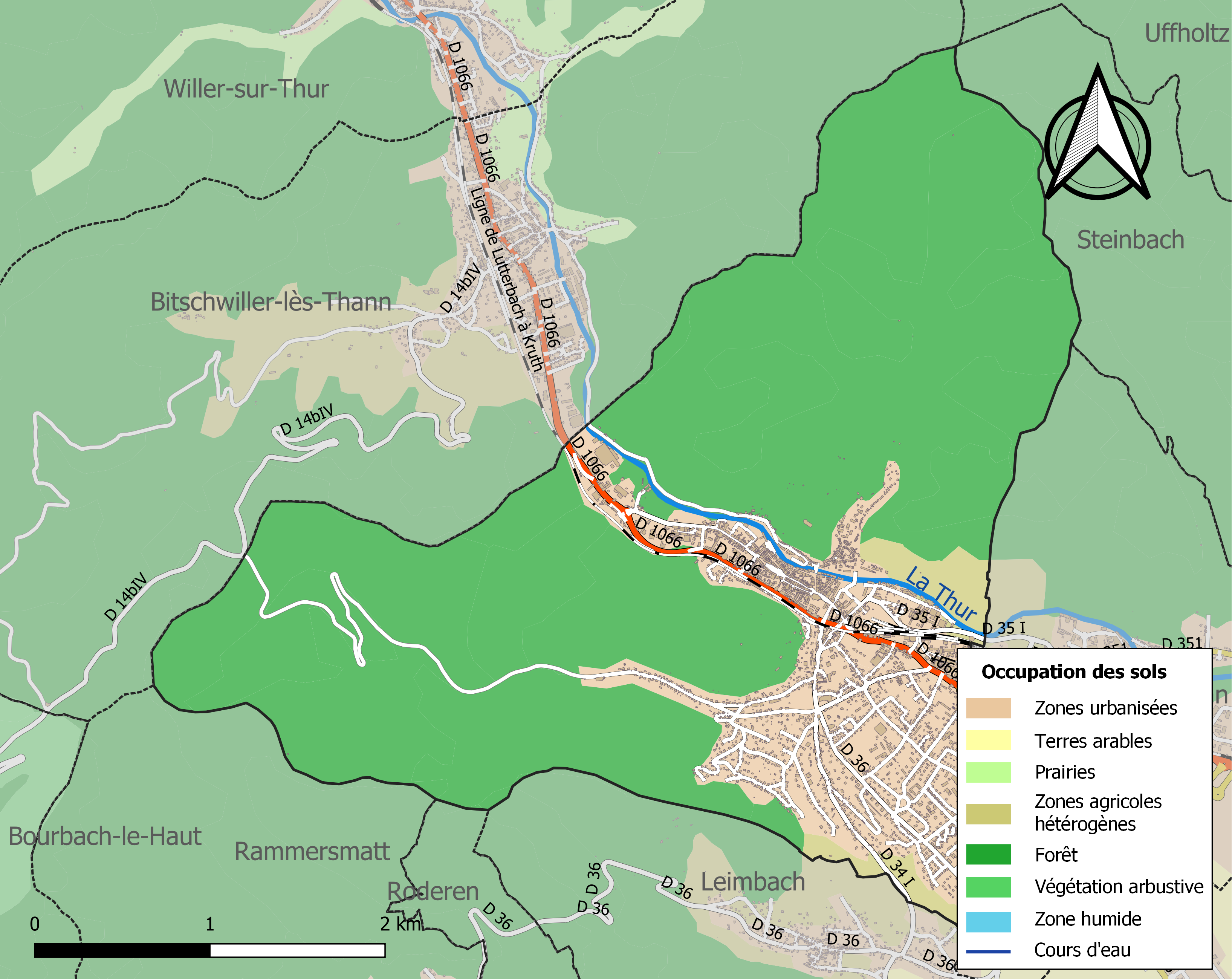

## Bezienswaardigheden
Thann bezit verschillende oude monumenten. Dit zijn onder andere de collegiale kerk Saint-Thiebaut, een voorbeeld van Elzasser gotiek, de graanhal uit de 16e eeuw en de Cabane des Bangards. In de 19e eeuw werd de stadsmuur met zijn monumentale poorten afgebroken. Enkele torens (Tour des Sorcières en Tour des Cigognes) bleven bewaard. Ook kloosters werden afgebroken. En omdat het front zich bij de stad stabiliseerde, leed Thann veel oorlogsschade tijdens de Eerste Wereldoorlog.

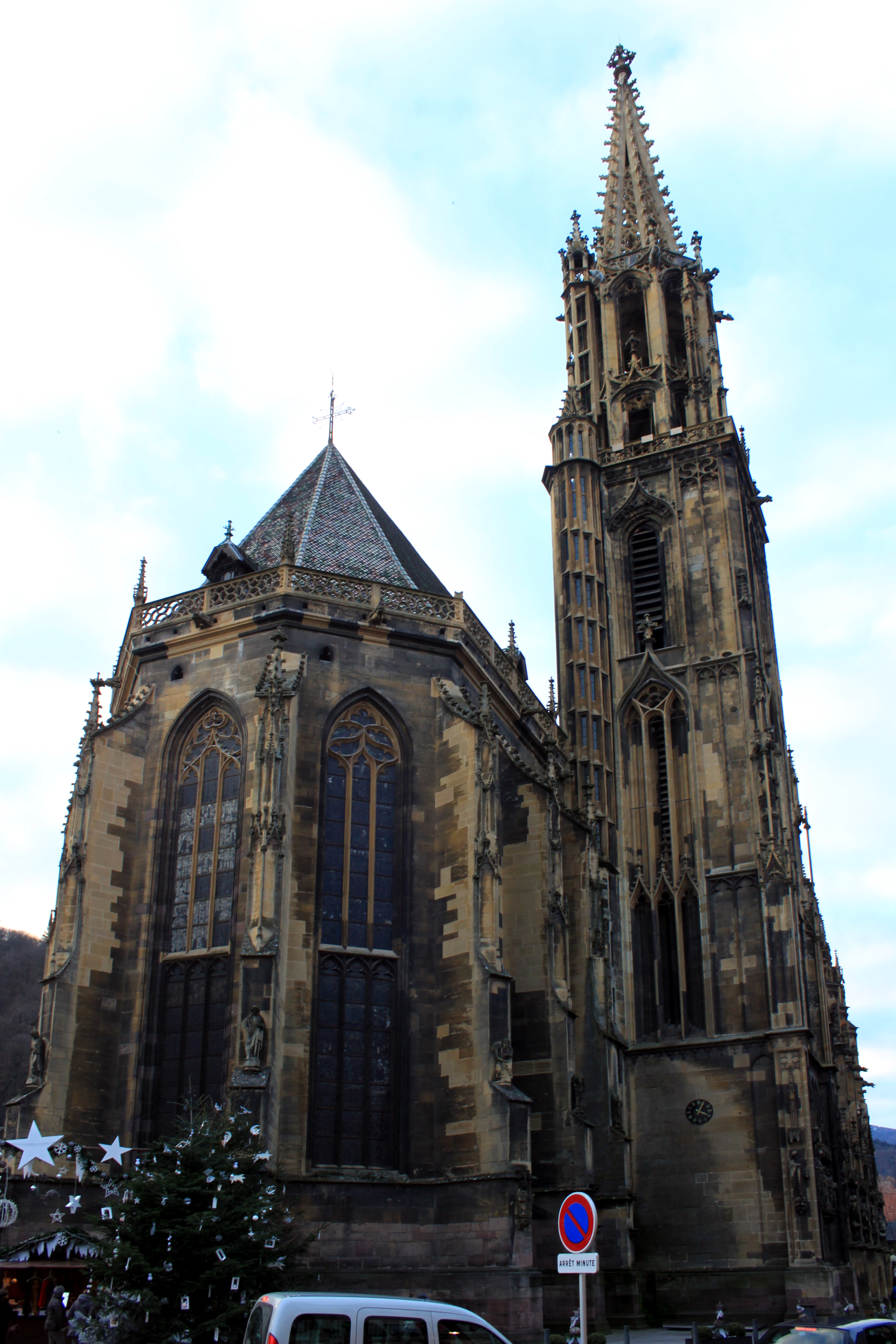
Collegiale kerk Saint-Thiebaut
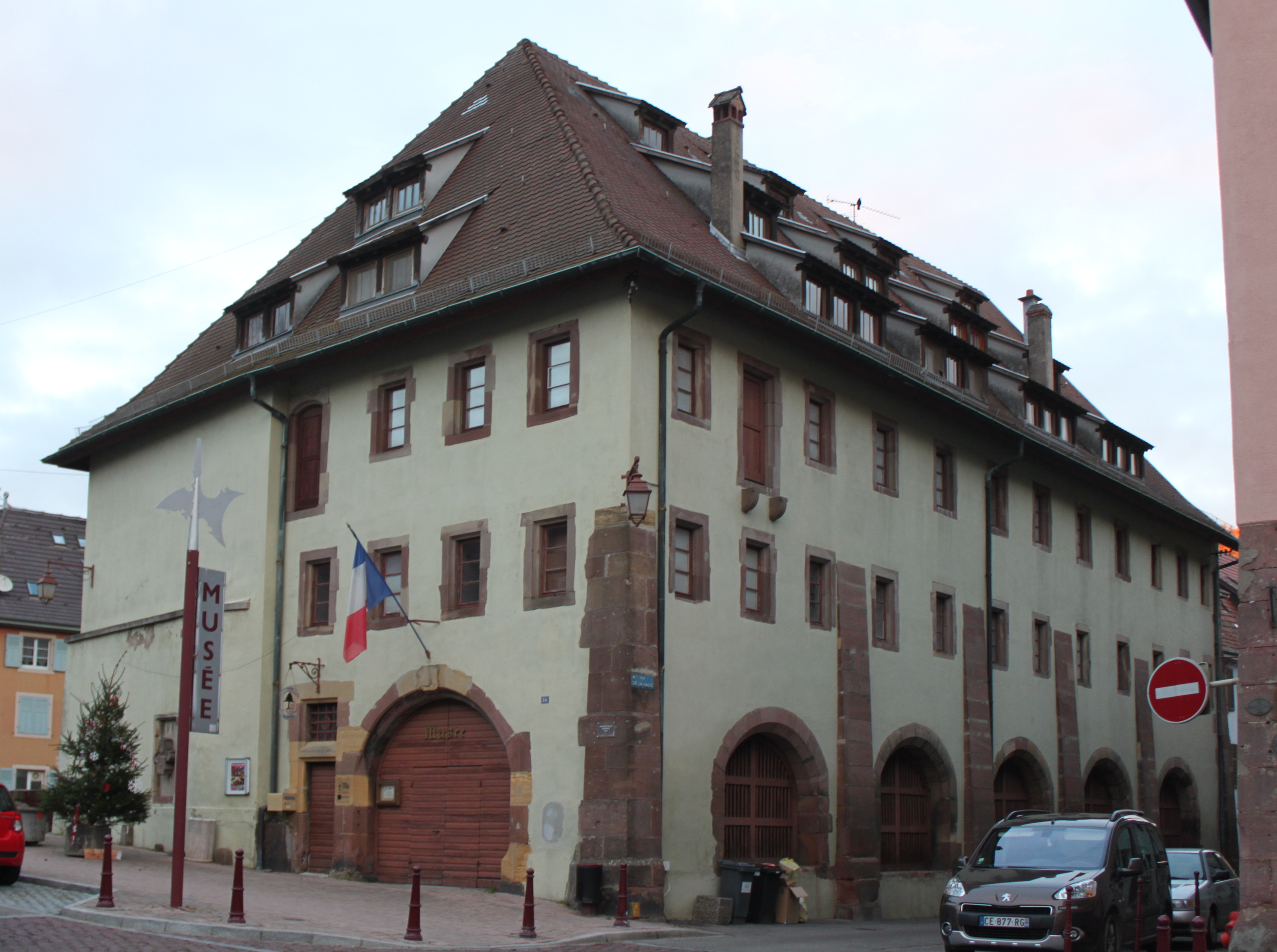
Graanhal
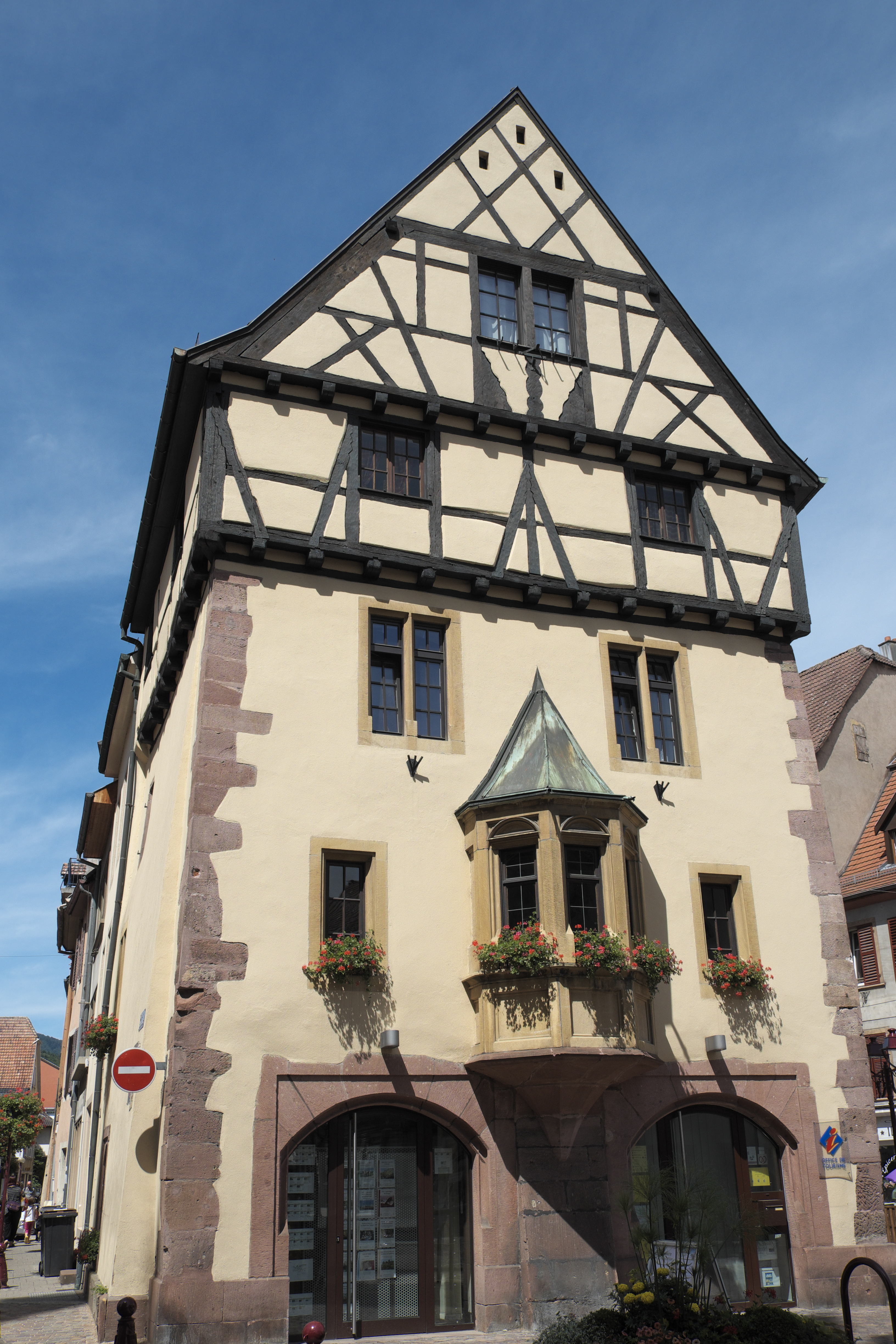
Maison Ehrhard
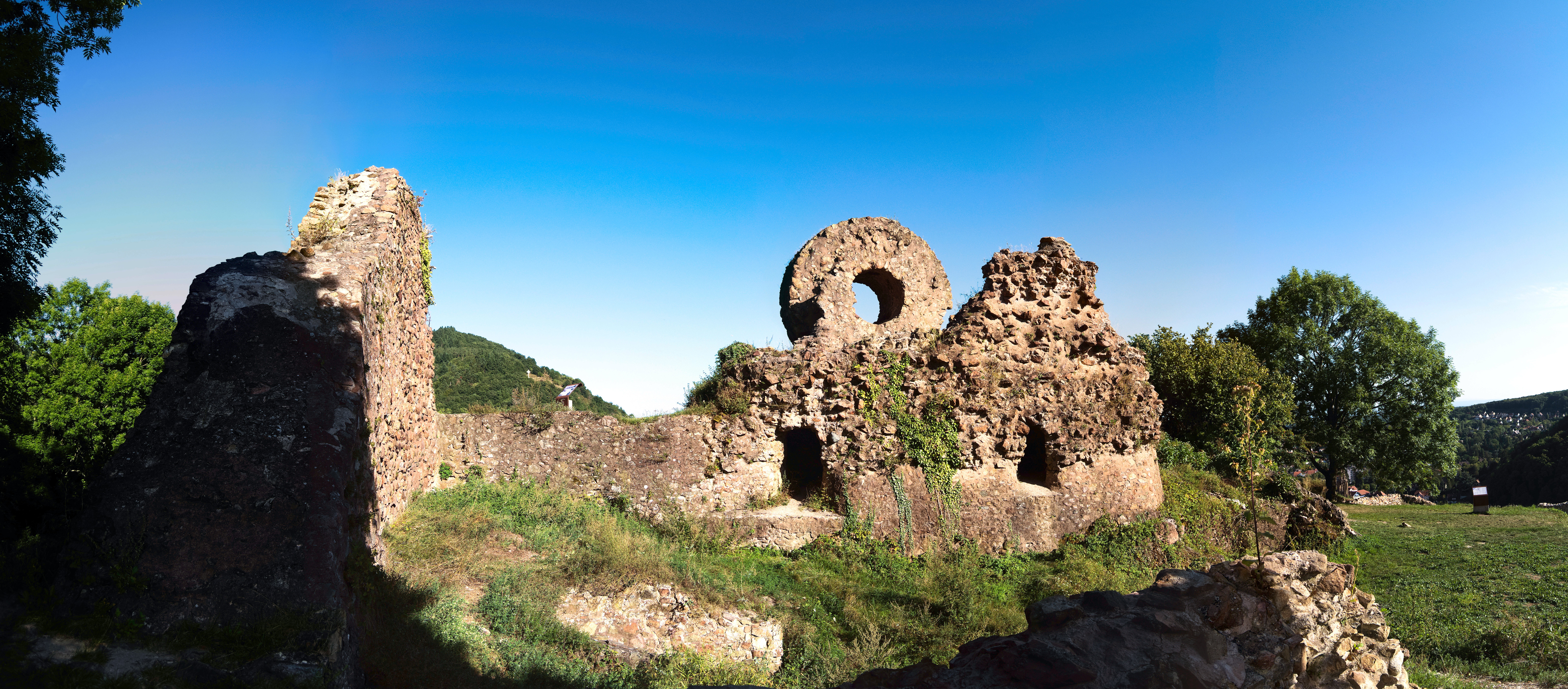
Ruïne van kasteel Engelbourg
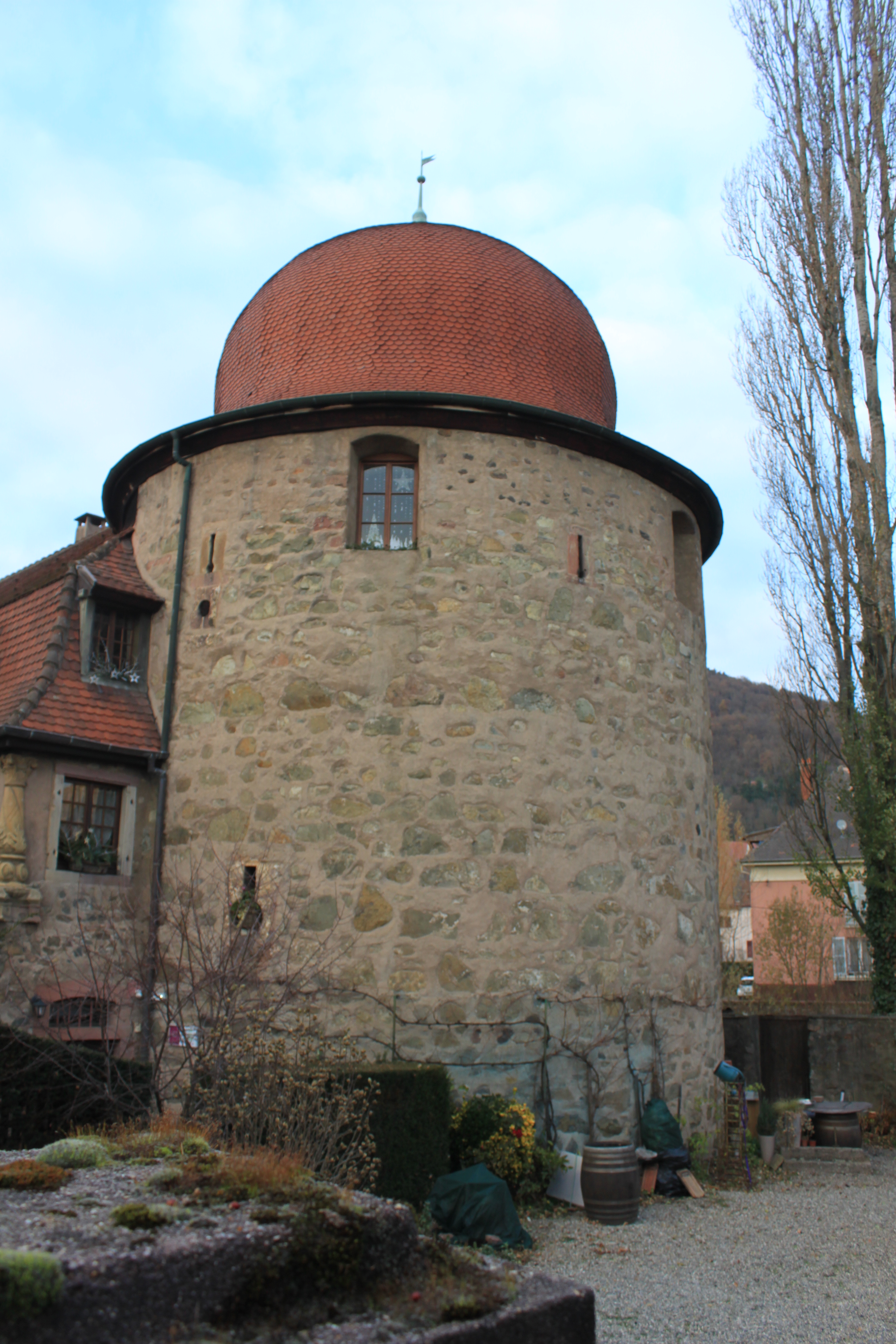
Tour des Sorcières
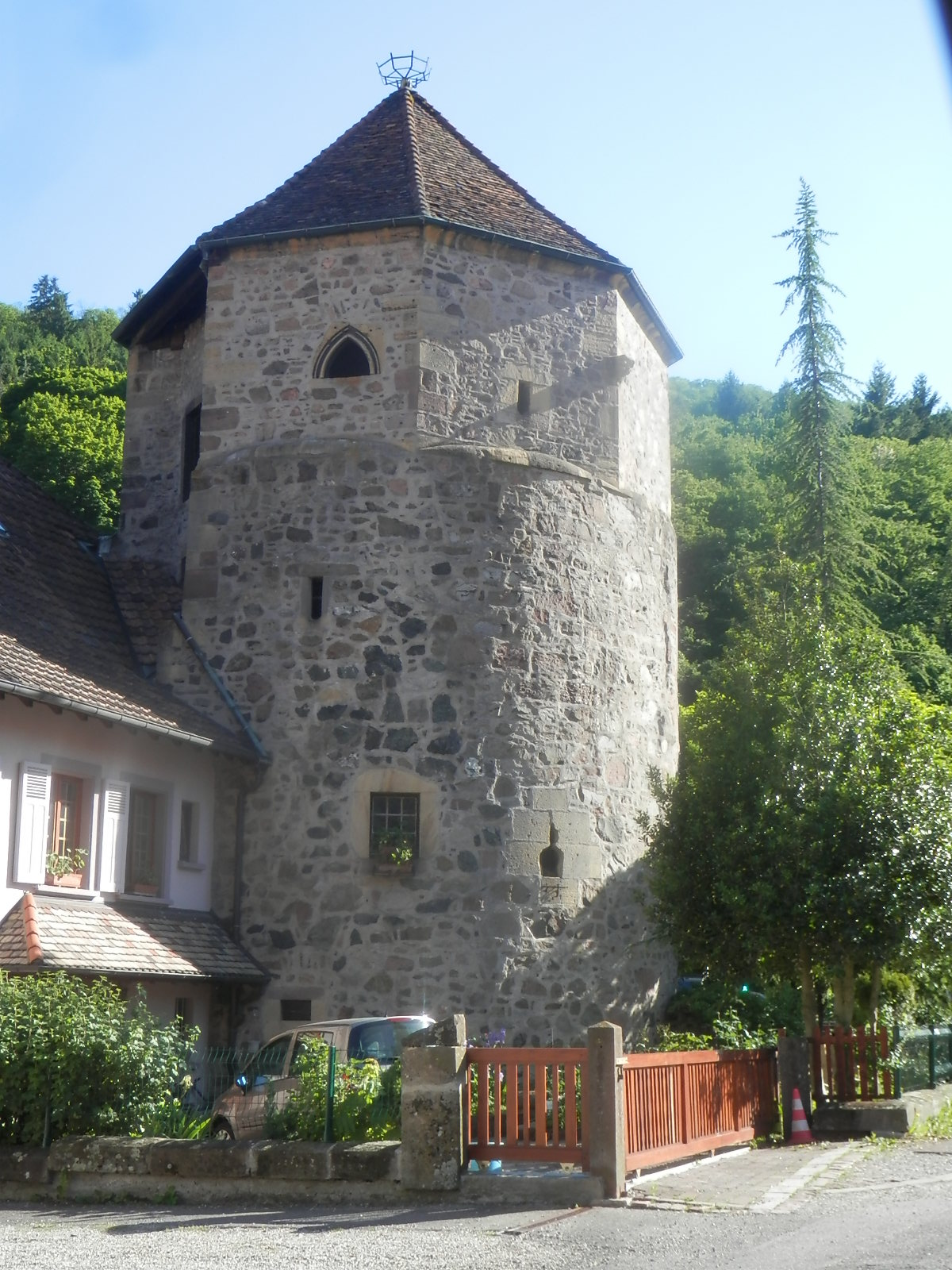
Tour des Cigognes
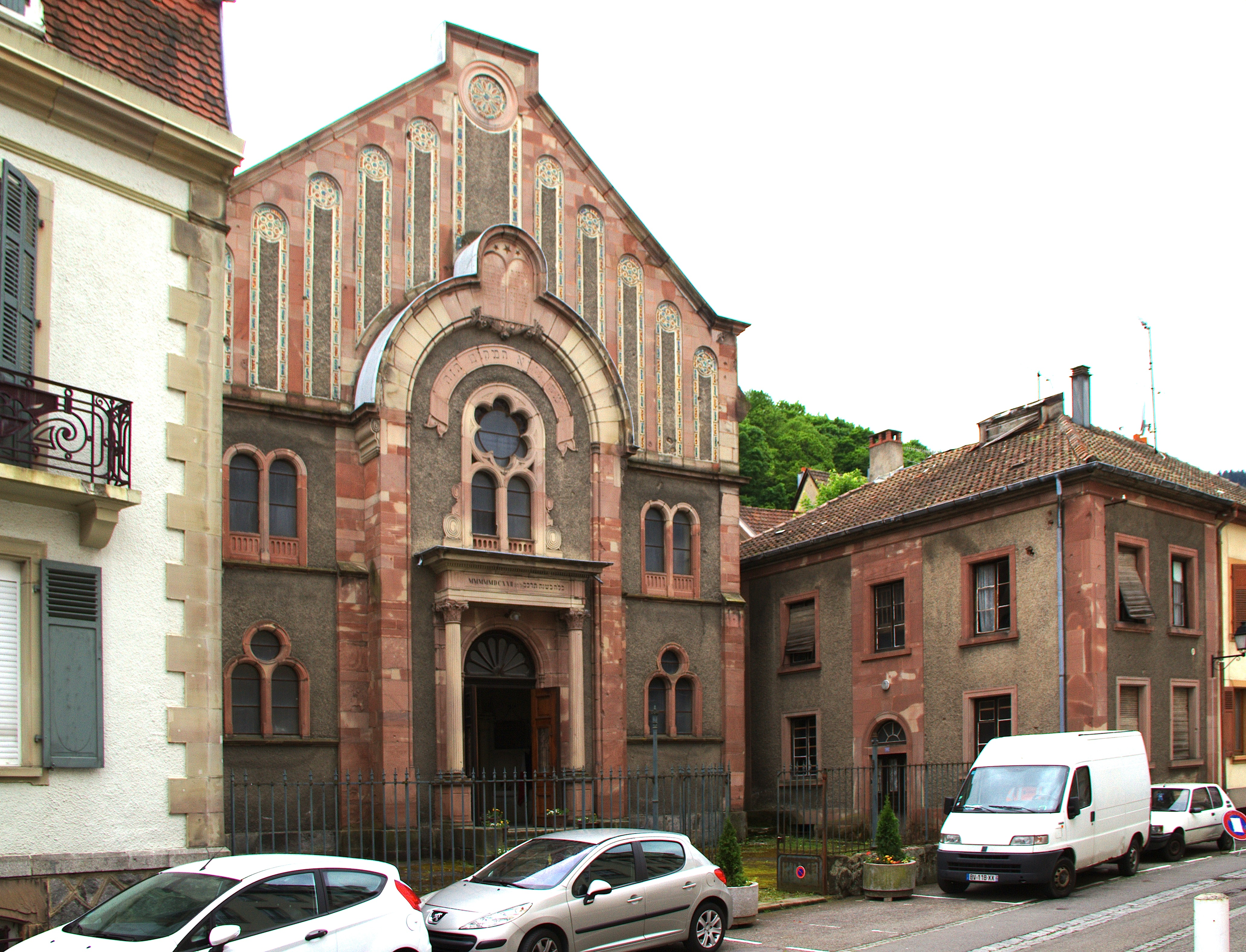
Synagoge
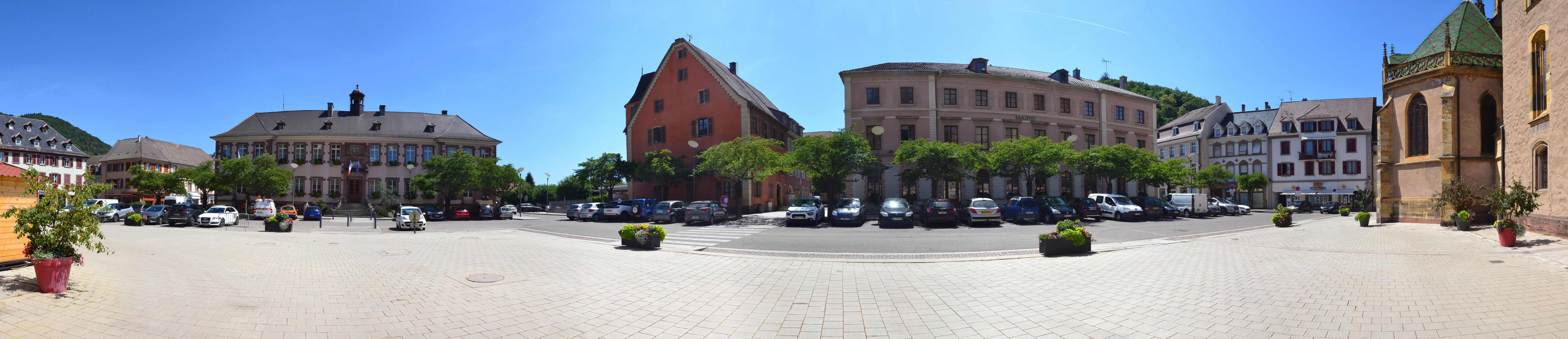
Place Joffre

## Demografie
Onderstaande figuur toont het verloop van het inwonertal.

## Verkeer en vervoer

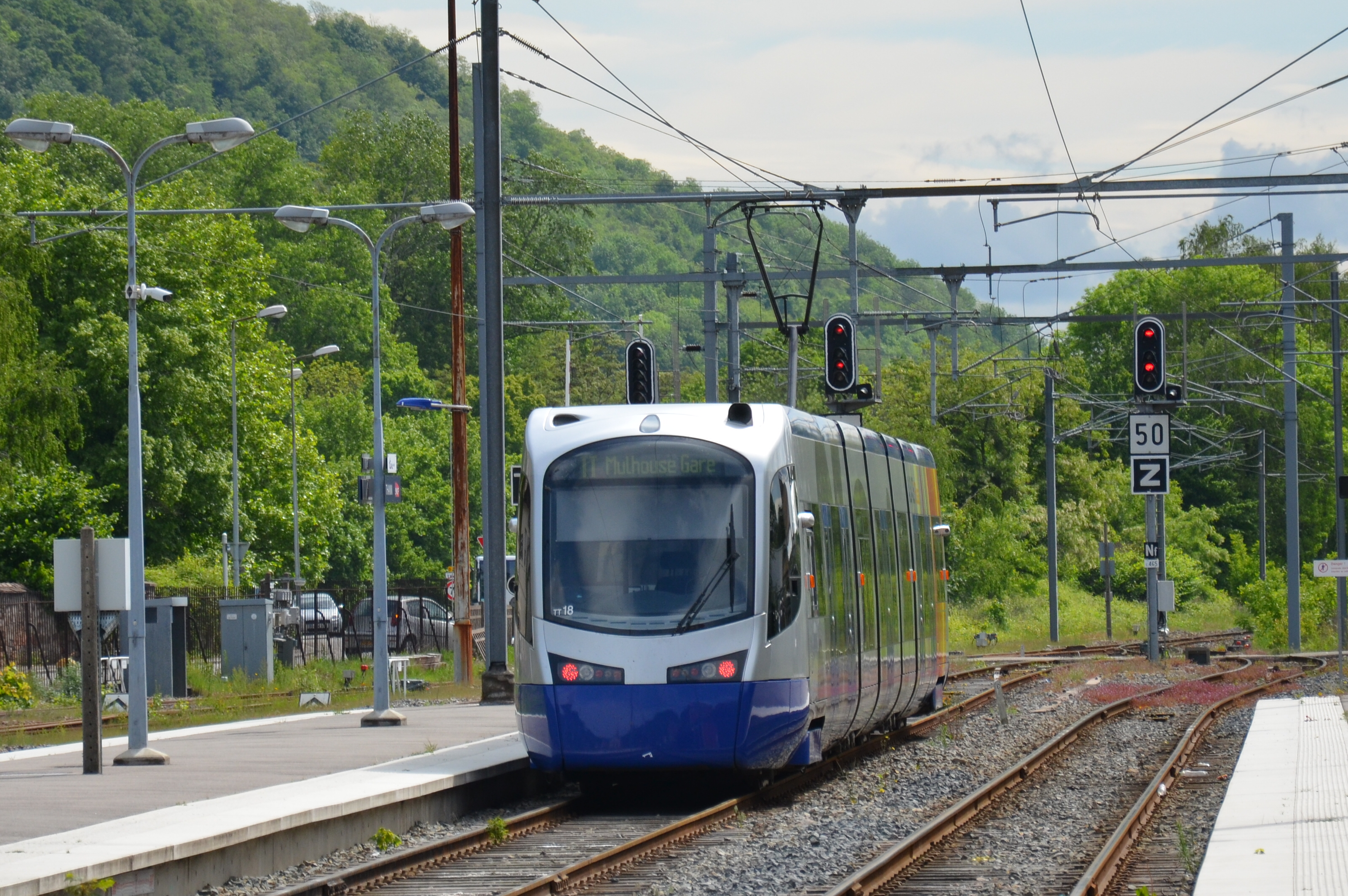
Tramtrein naar Mulhouse

In de gemeente staan de spoorwegstations Thann, Thann Centre en Thann Saint-Jacques, alle aan de spoorlijn Lutterbach - Kruth. Thann is met Mulhouse verbonden met een tramtrein.

## Geboren in Thann
- Andreas Schwilge (1608/1609-1688), barokcomponist

Aspach-le-Bas · Aspach-Michelbach · Bernwiller · Bitschwiller-lès-Thann · Bourbach-le-Bas · Cernay · Fellering · Geishouse · Goldbach-Altenbach · Husseren-Wesserling · Kruth · Leimbach · Malmerspach · Mitzach · Mollau · Moosch · Oderen · Rammersmatt · Ranspach · Roderen · Saint-Amarin · Schweighouse-Thann · Storckensohn · Steinbach · Thann · Uffholtz · Urbès · Vieux-Thann · Willer-sur-Thur · Wattwiller